# 玉带桥 (信丰)
玉带桥位于中国江西省信丰县虎山乡中心村，距离信丰县城约45公里，是江南现存最长的弧形廊桥，2005年被列为江西省文物保护单位，2013年被列为第七批全国重点文物保护单位。
玉带桥于清乾隆五年（1740年）建成，由虎山当地富翁余凤歧募资筹建，故又名“凤歧桥”。玉带桥横跨隘高至龙州的虎山河，建于虎山河拐弯处，有三拱两墩，墩拱全用青石砌成，桥身平面呈弧形，弧长88.15米、弦长74.44米，弧弦最长距离为10.84米。桥面用鹅卵石铺成，宽3.8米，上面建高3.2米的廊屋。廊屋是木石结构，分为32段，两端各建有约4米高的瓦房桥头堡。桥的中段建有凉亭，兼作神庙，长约5米，宽约4米，高4.6米。凉亭内东西上方各书“神泽汪洋”、“龙驾远波”，左右两根石柱上刻有“功高德大固桥是赖圣偕神”、“海阔江深登岸不须舟与楫”的对联。桥面边沿还砌有高约1米的矮墙代替扶栏。